# Gaočići
Gaočići (cyr. Гаочићи) – wieś w Bośni i Hercegowinie, w Republice Serbskiej, w gminie Rudo. W 2013 roku liczyła 30 mieszkańców.